# Constantin Stamati-Ciurea
Constantin Stamati-Ciurea (n. 4 mai 1828, Chișinău – d. 22 februarie 1898, Caracușenii Vechi) a fost un scriitor, prozator, dramaturg și publicist român basarabean. Este fiul scriitorului Constantin Stamati. A activat în calitate de diplomat la ambasadele rusești din Paris, Berlin și Londra.
A scris povestiri (între care O vînătoare în Basarabia), piese de teatru (Fricosul, Moartea lui Lermontov, Cinofilul ș.a.), inițial în rusă, pentru că la acea vreme nu a existat o tipografie pentru limba română niciunde în Imperiul țarist. Mult mai târziu, și le-a publicat în limba maternă la Cernăuți, în Bucovina habsurgică. A fost unul din apărătorii identității românești a populației basarabene, dar și împotriva abuzurilor la care comunitatea lui era supusă: "Deci, eu ca român mă uit cu oarecare invidie la acești venetici din lume, ce s-au îmbogățit atunci, pe când țăranul nostru stătea pe loc, în mare mizerie în comparație cu dânșii" . În 1895, regele român Carol I i-a răsplatit munca, acordându-i medalia "bene merenti".